# BMX racing féminin aux Jeux olympiques d'été de 2020
Navigation
Rio 2016 Paris 2024
Le BMX racing féminin, épreuve de BMX des Jeux olympiques d'été de 2020, a lieu du 29 au 30 juillet 2021 à l'Ariake Urban Sports Park.

## Présentation

### Qualification
Un Comité National Olympique (CNO) peut qualifier un maximum de 3 cyclistes pour le BMX racing. Tous les quotas sont attribués au CNO, qui peut sélectionner les cyclistes qu'il souhaite. 
Il y a un total de 24 places disponibles, réparties comme suit : 
- Classement UCI par nation (18 places) : les 2 meilleurs CNO remportent chacun 3 places. Les CNO classés 3e à 5e gagnent chacun 2 places. Les CNO classés du 6e au 11e rang gagnent chacun une place. Chaque continent se voit garantir une place ;
- Classement individuel élite UCI (3 places) : les 3 CNO les mieux classés de ce classement, qui n'ont pas encore obtenu de place de quota, remportent chacun une place ;
- Championnats du monde 2020 (2 places) : les 2 meilleurs CNO aux Championnats du monde BMX UCI 2020, qui n'ont pas encore obtenu de quota, gagnent chacun une place ;
- Les championnats du monde 2020 ayant été annulés en raison de la pandémie de COVID-19, ces places sont réattribuées au classement des nations UCI ;
- Le pays hôte, le Japon, s'est vu garantir 1 place.

### Format
La compétition est un tournoi en trois tours, avec des quarts de finale, des demi-finales et une finale. La qualification via un contre-la-montre des Jeux précédents a été éliminée. À chaque manche, les cyclistes courent autour d'un parcours de 400 mètres avec des sauts et des virages relevés. Le format est le suivant : 
- Quarts de finale : 4 séries comprennent 6 cyclistes. Chaque série comporte 3 manches, selon un système de point pour place (1 point pour la vainqueur d'une manche, 2 points pour la 2e, etc.). Le but est d'être parmi les coureuses avec le nombre de points le plus faible sur l'ensemble des 3 manches. Les 4 meilleurs cyclistes de chaque manche (16 au total) se qualifient pour les demi-finales ; les autres (8 cyclistes) sont éliminées.
- Demi-finales : 2 manches de 8 cyclistes chacune. Encore une fois, il y a 3 courses par manche, en utilisant le système point-pour-place. Les 4 meilleurs cyclistes de chaque demi-finale (8 au total) accèdent à la finale ; les autres (8 cyclistes) sont éliminés.
- Finale : 1 finale de 8 cyclistes. Il n'y a qu'un seul passage.

### Favoris
Si la Colombienne Mariana Pajón est la double championne olympique en titre, les deux favorites sont la Néerlandaise Laura Smulders et l'Américaine Alise Willoughby.
Les autres pilotes citées sont la Française Axelle Étienne, les Américaines Felicia Stancil et Payton Ridenour, les Néerlandaises Judy Baauw et Merel Smulders, la Russe Natalia Afremova et la Britannique Bethany Shriever.

## Résultats
Q - qualifiée pour le tour suivant; DNF - n'a pas terminé (1 point de plus que le dernier arrivé); DNS - n'a pas participé à la course (8pts)

### Quarts de finale

#### Série 1
| Rang | #   | Cycliste                       | 1re manche | 2e manche | 3e manche | Total | Notes |
| ---- | --- | ------------------------------ | ---------- | --------- | --------- | ----- | ----- |
| 1    | 100 | Mariana Pajón (COL)            | 1          | 1         | 1         | 3     | Q     |
| 2    | 210 | Simone Christensen (DEN)       | 3          | 2         | 2         | 7     | Q     |
| 3    | 22  | Merel Smulders (NED)           | 2          | 3         | 5         | 10    | Q     |
| 4    | 91  | Elke Vanhoof (BEL)             | 4          | 5         | 3         | 12    | Q     |
| 5    | 215 | Payton Ridenour (USA)          | 5          | 4         | 4         | 13    |       |
| 6    | 213 | Chutikan Kitwanitsathian (THA) | 6          | 6         | 6         | 18    |       |

#### Série 2
| Rang | #   | Cycliste                 | 1re manche | 2e manche | 3e manche | Total | Notes |
| ---- | --- | ------------------------ | ---------- | --------- | --------- | ----- | ----- |
| 1    | 110 | Laura Smulders (NED)     | 2          | 1         | 1         | 4     | Q     |
| 2    | 6   | Felicia Stancil (USA)    | 1          | 2         | 2         | 5     | Q     |
| 3    | 3   | Axelle Étienne (FRA)     | 3          | 3         | 3         | 9     | Q     |
| 4    | 155 | Drew Mechielsen (CAN)    | 4          | 4         | 5         | 13    | Q     |
| 5    | 41  | Natalia Suvorova (ROC)   | 5          | 5         | 4         | 14    |       |
| 6    | 93  | Priscilla Carnaval (BRA) | 6          | 6         | 6         | 18    |       |

#### Série 3
| Rang | #   | Cycliste               | 1re manche | 2e manche | 3e manche | Total | Notes |
| ---- | --- | ---------------------- | ---------- | --------- | --------- | ----- | ----- |
| 1    | 911 | Beth Shriever (GBR)    | 1          | 1         | 3         | 5     | Q     |
| 2    | 209 | Zoé Claessens (SUI)    | 2          | 3         | 2         | 7     | Q     |
| 3    | 21  | Lauren Reynolds (AUS)  | 3          | 2         | 4         | 9     | Q     |
| 4    | 88  | Saya Sakakibara (AUS)  | 6          | 4         | 1         | 11    | Q     |
| 5    | 971 | Manon Valentino (FRA)  | 5          | 5         | 5         | 15    |       |
| 6    | 212 | Vineta Pētersone (LAT) | 4          | 6         | 6         | 16    |       |

#### Série 4
| Rang | #   | Cycliste               | 1re manche | 2e manche | 3e manche | Total | Notes |
| ---- | --- | ---------------------- | ---------- | --------- | --------- | ----- | ----- |
| 1    | 1   | Alise Willoughby (USA) | 1          | 1         | 1         | 3     | Q     |
| 2    | 4   | Judy Baauw (NED)       | 2          | 2         | 3         | 7     | Q     |
| 3    | 308 | Rebecca Petch (NZL)    | 5          | 3         | 2         | 10    | Q     |
| 4    | 116 | Natalia Afremova (ROC) | 4          | 4         | 4         | 12    | Q     |
| 5    | 156 | Doménica Azuero (ECU)  | 3          | 5         | 5         | 13    |       |
| 6    | 85  | Sae Hatakeyama (JPN)   | DNF (6)    | DNS (8)   | DNS (8)   | 22    |       |

### Demi-finales

#### Demi-finale 1
| Rang | #   | Cycliste               | 1re manche | 2e manche | 3e manche | Total | Notes |
| ---- | --- | ---------------------- | ---------- | --------- | --------- | ----- | ----- |
| 1    | 6   | Felicia Stancil (USA)  | 2          | 4         | 1         | 7     | Q     |
| 2    | 100 | Mariana Pajón (COL)    | 1          | 2         | 5         | 8     | Q     |
| 3    | 22  | Merel Smulders (NED)   | 5          | 6         | 3         | 14    | Q     |
| 4    | 155 | Drew Mechielsen (CAN)  | 3          | 7         | 4         | 14    | Q     |
| 5    | 88  | Saya Sakakibara (AUS)  | 5          | 1         | DNF (8)   | 14    |       |
| 6    | 308 | Rebecca Petch (NZL)    | 4          | 6         | 6         | 16    |       |
| 7    | 209 | Zoé Claessens (SUI)    | 7          | 8         | 2         | 17    |       |
| 8    | 1   | Alise Willoughby (USA) | DNF (8)    | 3         | 7         | 18    |       |

#### Demi-finale 2
| Rang | #   | Cycliste                 | 1re manche | 2e manche | 3e manche | Total | Notes |
| ---- | --- | ------------------------ | ---------- | --------- | --------- | ----- | ----- |
| 1    | 911 | Beth Shriever (GBR)      | 1          | 1         | 1         | 3     | Q     |
| 2    | 210 | Simone Christensen (DEN) | 2          | 4         | 4         | 10    | Q     |
| 3    | 3   | Axelle Étienne (FRA)     | 6          | 3         | 2         | 11    | Q     |
| 4    | 21  | Lauren Reynolds (AUS)    | 7          | 2         | 3         | 12    | Q     |
| 5    | 116 | Natalia Afremova (ROC)   | 4          | 5         | 6         | 15    |       |
| 6    | 91  | Elke Vanhoof (BEL)       | 3          | 6         | 7         | 16    |       |
| 7    | 4   | Judy Baauw (NED)         | 5          | 7         | 5         | 17    |       |
| 8    | 110 | Laura Smulders (NED)     | DNF (8)    | 8         | 8         | 24    |       |

### Finale
| Rang                                | #   | Cycliste                 | Temps    | Notes |
| ----------------------------------- | --- | ------------------------ | -------- | ----- |
| Médaille d'or, Jeux olympiques      | 911 | Beth Shriever (GBR)      | 44 s 358 |       |
| Médaille d'argent, Jeux olympiques  | 100 | Mariana Pajón (COL)      | 44 s 448 |       |
| Médaille de bronze, Jeux olympiques | 22  | Merel Smulders (NED)     | 44 s 721 |       |
| 4                                   | 6   | Felicia Stancil (USA)    | 45 s 131 |       |
| 5                                   | 21  | Lauren Reynolds (AUS)    | 45 s 401 |       |
| 6                                   | 210 | Simone Christensen (DEN) | 45 s 582 |       |
| 7                                   | 3   | Axelle Étienne (FRA)     | 45 s 853 |       |
| 8                                   | 155 | Drew Mechielsen (CAN)    | 46 s 883 |       |